# 群馬県薬剤師会
一般社団法人群馬県薬剤師会（いっぱんしゃだんほうじん ぐんまけんやくざいしかい、英称: Gunma Pharmaceutical Association）は、群馬県の薬剤師を会員とする法人。

## 本部所在地
〒371-0013 群馬県前橋市西片貝町5-18-36

## 郡市薬剤師会
- 前橋市薬剤師会
- 高崎薬剤師会
- 桐生薬剤師会
- 伊勢崎佐波薬剤師会
- 太田薬剤師会
- 渋川薬剤師会
- 藤岡薬剤師会
- 富岡甘楽薬剤師会
- 碓氷安中薬剤師会
- 吾妻薬剤師会
- 沼田利根薬剤師会
- 館林邑楽薬剤師会
- 群馬県学校薬剤師会
- 群馬県女性薬剤師会